# Melanitis bazilana
Melanitis bazilana är en fjärilsart som beskrevs av Hans Fruhstorfer 1908. Melanitis bazilana ingår i släktet Melanitis och familjen praktfjärilar. Inga underarter finns listade i Catalogue of Life.